# Type 90 Kyū-maru
Pour les articles homonymes, voir Type 90.
 (décembre 2018).
Si vous disposez d'ouvrages ou d'articles de référence ou si vous connaissez des sites web de qualité traitant du thème abordé ici, merci de compléter l'article en donnant les références utiles à sa vérifiabilité et en les liant à la section « Notes et références ».
Le Type 90 (90式戦車 Kyū-maru-shiki-sensha) est un char de combat japonais. Conçu et produit par Mitsubishi Heavy Industries, il est en service dans la Force terrestre d'autodéfense japonaise depuis septembre 1991. Représentant la troisième génération de char de combat japonais, il a été conçu pour épauler le char Type 74, devenu rapidement obsolète.

## Histoire

### Ligne du temps
- 1984 – La phase de développement du futur obus-flèche DM33 de 120 mm commence en Allemagne.
- 1985 – Le Japon décide d'armer la deuxième génération de prototypes du TK-X avec le canon allemand Rh-120 L44, s'ensuit l'achat de canons et de munitions de 120 mm (DM12 et DM23).
- février 1985 – Début des négociations entre Mitsubishi, Komatsu, Daikin, JSW et Rheinmetall en vue de conclure un protocole d'accord.
- 1986 – Construction des prototypes n°3 et n°4 de seconde génération. Un protocole d'accord est signé entre Rheinmetall et Mitsubishi, Komatsu, Daikin et JSW. Le prototype d'obus-flèche DM33 est exposé au salon d'armement AUSA.
- 1987 – Construction des prototypes n°5 et n°6 (seconde génération). Évaluation des prototypes n°3 et n° 4. Entrée en dotation de la munition DM33 dans la Bundeswehr.
- 1988 – Fin de la phase de test des prototypes de deuxième génération.
- février 1989 – Début de l'évaluation opérationnelle du TK-X par la Force terrestre d'autodéfense japonaise.
- septembre 1989 – Fin de l'évaluation opérationnelle.
- 1989 – Komatsu, Daikin et JSW entament des négociations avec Rheinmetall dans le but de produire sous licence le canon Rh-120 et les munitions DM12 et DM33.
- 17 juillet 1990 – Accord de fabrication sous licence de l'armement.
- août 1990 – le futur char de combat japonais prend l'appellation de Type 90.

## Caractéristiques générales

### Armement
Le Type 90 est armé d'un canon lisse allemand Rh-120 L44 d'un calibre de 120 mm. Ce dernier et ses munitions sont fabriqués respectivement sous licence au Japon par Japan Steel Works et Daikin Industries.
Le débattement du canon en site est de +10° à -7° mais peut être accentué de +15° à -12° grâce aux suspensions oléopneumatiques qui peuvent faire varier l'assiette du char. Le pointage du canon est assuré par un moteur hydraulique.
La gamme de munitions employée par le Type 90 comporte :
- JM33 APFSDS-T : un obus-flèche allemand DM33 produit sous licence au Japon.
- JM12A1 HEAT-MP-T : un obus explosif à charge creuse allemand DM12A1 produit sous licence au Japon, il perce une plaque de blindage d'une épaisseur de 480 mm ou 220 mm sous une incidence de 60° à toute distance.

#### Chargement automatique
Le chargement automatique a été conçu par Mitsubishi, positionné dans la nuque de tourelle, il permet d'une manière courante le rechargement du canon lors des tirs en mouvement. Le temps de redoublement (charger deux munitions du même type l'une après l'autre) est d'au moins 4 secondes.
En cas d'agression, l'explosion éventuelle des munitions est dirigée vers le haut grâce à trois panneaux anti-explosion qui sont libérés lors de l'explosion. Cela évite que l'énergie engendrée se concentre dans la tourelle et minimise fortement les effets collatéraux sur l'équipage.
Le système est un convoyeur à chaîne à dix-huit alvéoles pouvant recevoir tous les types de munitions au standard OTAN.
L'approvisionnement du convoyeur s'effectue à travers une trappe située sur le bord du toit, à l'arrière-gauche de la tourelle.
Dix-huit munitions de calibre 120 mm sont rangées à l'avant-droite du châssis, à droite du conducteur, dans un réservoir de carburant spécialement aménagé. Quatre autres sont placées verticalement dans le panier de la tourelle, juste derrière le tireur.

### Armement secondaire
L'armement secondaire comprend une mitrailleuse lourde M2 de 12,7 mm, fabriquée sous licence par Sumitomo Heavy Industries, elle est servie de l'extérieur par le chef de char, et une mitrailleuse coaxiale Type 74 de 7,62 mm.

### Optiques et conduite de tir

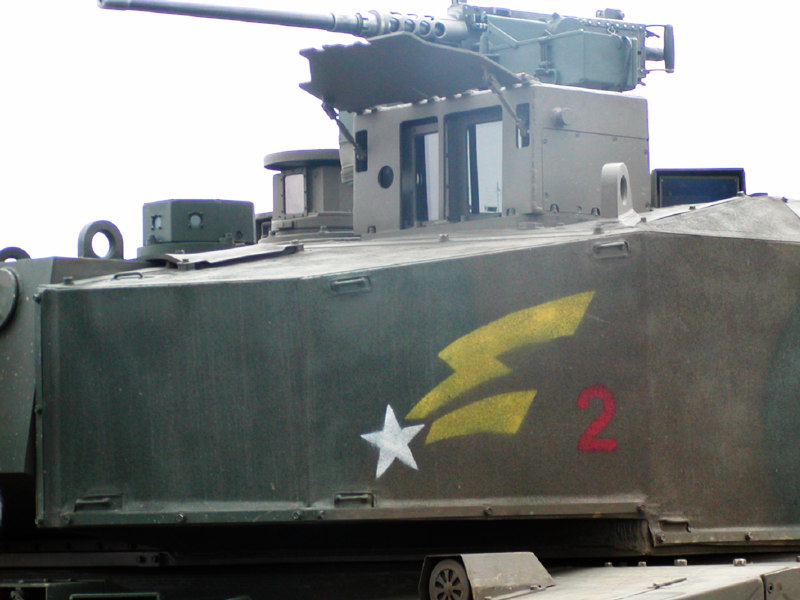
De droite à gauche: le viseur du tireur, le viseur panoramique du chef de char et le détecteur d'alerte laser.

#### Tireur
- Il possède un viseur monoculaire conçu par Nikon, sa tête de visée, stabilisée sur les deux plans, est dotée de deux fenêtres, l'une pour la voie jour et l'autre pour la voie nuit (thermique). Il intègre un télémètre laser au Nd-YAG d'une portée de 300 m à 5 000 m et une caméra thermique Fujitsu. La voie jour possède deux grossissements : × 1 (grand champ de vision de 18°) et × 10 (petit champ de vision de 6,5°). La voie thermique offre trois champs de vision : étroit (1,3°× 1,8°), large (2,7°× 3,6°) et très large (7,6°× 10,1°), l'image, en noir et blanc, est affichée sur moniteur à tube cathodique 7 pouces situé à gauche du viseur[1].
- Un viseur télescopique de secours, installé dans le masque, à droite du canon de 120 mm, il offre un grossissement de × 12.

#### Chef de char
- Il dispose d'un viseur panoramique binoculaire stabilisé, installé sur le toit, devant son tourelleau. Conçu par la Fuji Photo Optical Co Ltd, deux grossissements sont disponibles × 3 (grand champ de vision de 21°) et × 10 (petit champ de vision de 6,5°). Il est à noter que ce viseur panoramique ne peut pivoter que sur 180°. En-dessous du viseur du chef de char se trouve un moniteur à tube cathodique 7 pouces qui recopie l'image infrarouge observée par le viseur du tireur (image filmée par la caméra thermique).
- Son tourelleau comporte une couronne de huit épiscopes.

Le chef de char dispose de la fonction de ralliement automatique Hunter-Killer, conçue par Mitsubishi Electric, elle permet au chef de char de désigner rapidement une cible au tireur en lui transférant les coordonnées exactes pour que le viseur du tireur s'aligne sur l'objectif pendant que le chef de char continue son observation du terrain.

#### Conduite de tir
La conduite de tir fonctionne à l'aide d'un calculateur balistique 32 bits et intègre un système de poursuite automatique des cibles.

### Protection
L'avant de la tourelle et la pointe avant du châssis renferment un blindage composite comprenant de la céramique. Les flancs de la tourelle ne sont pas protégés par du blindage composite.
Des essais au polygone de tir de Takigahara, au nord du Mont Fuji, ont démontré que le blindage frontal est en mesure de résister à des impacts multiples d'obus-flèche JM33 et d'obus explosifs à charge creuse JM12A1 de 120 mm.
Un détecteur d'alerte laser est monté sur la tourelle, il couvre l'arc frontal de la tourelle sur un secteur de 180°.

### Mobilité

#### Motorisation
Le Type 90 est propulsé par un moteur diesel V10, à deux temps, suralimenté Mitsubishi 10ZG32WT à refroidissement liquide. Il développe une puissance maximale de 1 500 ch à 2 400 tr/min. Il possède une cylindrée de 21,5 L pour un couple maximale de 4 500 N m.
La suralimentation est à double étage ; chacune des deux rangées de cylindres possède un turbocompresseur et un compresseur à pistons rotatifs de type Roots. La consommation spécifique de carburant est de 234 g/kWh.
Pour des raisons de sécurité, le moteur 10ZG32WT ne peut fonctionner à pleine puissance que durant une période limitée à 15 minutes ; passé ce délai, le régime est bridé à 2 200 tr/min pour une puissance réduite à 1 100 ch, une utilisation prolongée amenant une surchauffe et des problèmes de lubrification.

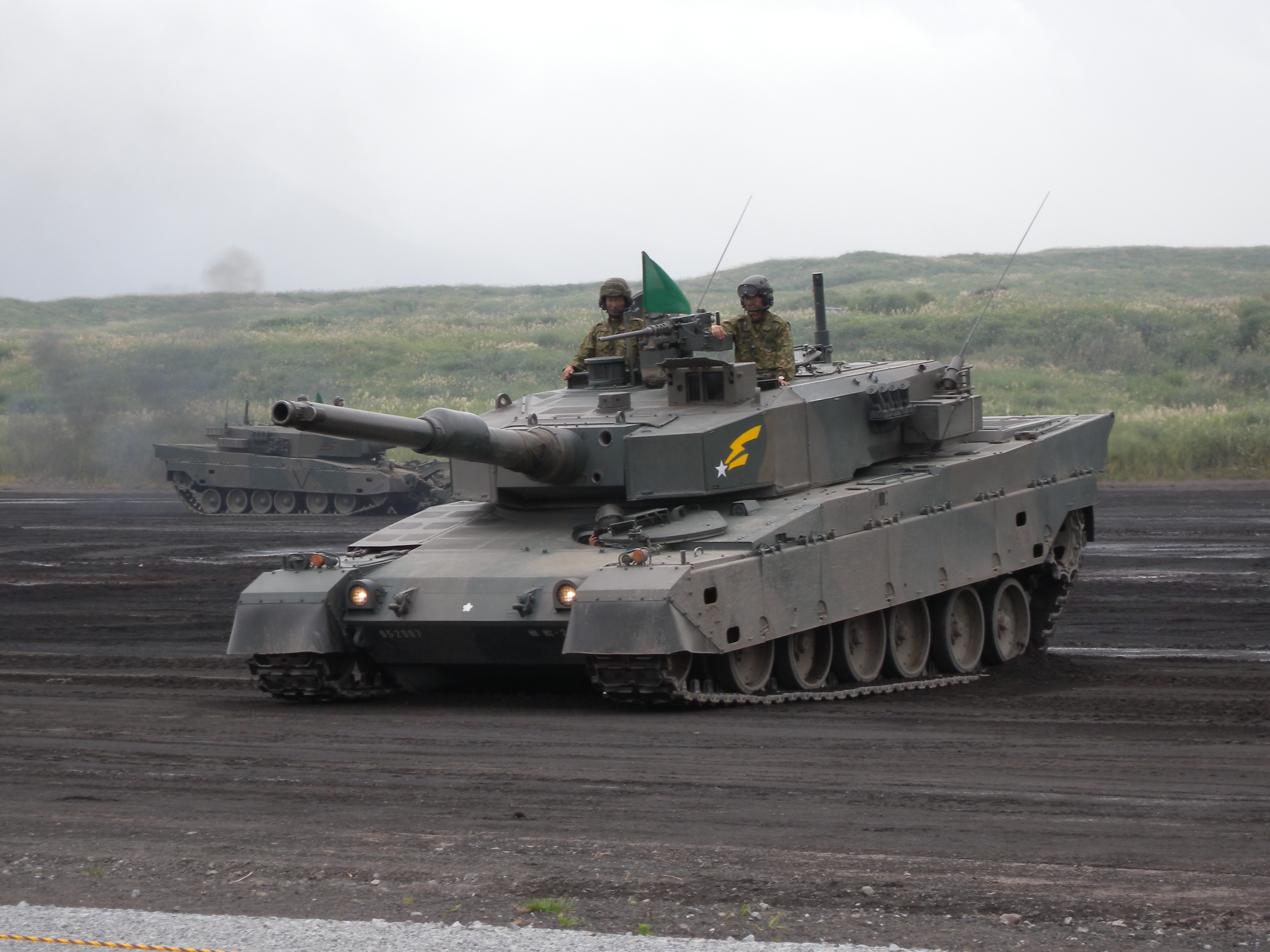
Un Type 90 "s'agenouillant" sous l'action de sa suspension variable.

#### Transmission
La boîte de vitesses Mitsubishi MT1500 est une boîte automatique, elle contient un convertisseur de couple à verrouillage. Quatre rapports sont disponibles en marche-avant et deux en marche-arrière. Un groupe hydrostatique de direction assure une direction assistée et précise.

#### Suspension
Le train de roulement comporte six galets et trois rouleaux porteurs par chenille. La suspension oléopneumatique permet de contrôler l'assiette et de la garde au sol, ce qui permet au char de se cabrer, de baisser le nez ou monter et descendre en fonction de la nature des obstacles à franchir.

### Fabrication
Le Type 90 a un coût unitaire approximatif de 790 millions de yens japonais, soit environ 7,4 millions de dollars américains aux taux de change de 2008.
Entre 1990 et 2009, 341 Type 90 ont été fabriqués, avec une production annuelle moyenne de 19 véhicules. Le plan d'achat initial avait été établi dans les années 1980, alors que le Japon connaissait une bulle des prix des actifs. Après l'éclatement de la bulle des prix des actifs et l'effondrement de l'Union soviétique en 1991, le Japon a commencé à réduire son budget de défense. Afin de réduire le budget consacré aux destroyers de classe Kongo et d'autres armes, le Japon a élaboré un plan visant à réduire la taille de sa flotte de chars. La production fut donc ralentie et une partie du budget fut affectée à la recherche et au développement du nouveau Type 10.

### Transport et logistique
Le poids du Type 90 est supérieur de 12 tonnes à celui de son prédécesseur, le Type 74. Par conséquent, le Type 90 était plus difficile à utiliser en dehors de Hokkaido. Certains politiciens ont donc critiqué l'efficacité du char en raison des difficultés de transport. Plus de 65 % des ponts au Japon étaient considérés comme praticables pour le Type 90, contre 40 % pour les chars d'origine étrangère comme le Challenger 2 et le Leopard 2.

## Flotte
Le Japon possède dans les années 1990 une flotte de 900 chars de combat prêts à intervenir, constituée de chars Type 74 (en cours de retrait), Type 90 et Type 10. Depuis 2000, les forces japonaises d'autodéfense disposent de 341 chars Type 90.

## Variantes
Le char fut décliné en plusieurs variantes :
- Type 90 ARV : char de dépannage, équipé d’une grue et d’une lame bulldozer se trouvant à l’avant du char,
- Type 91 AVLB : char-pont basé sur le châssis du Type 90 et équipé d’un pont comprenant deux travures dépliables.

## Opérateurs
- Force terrestre d'autodéfense japonaise : en service depuis le mois de septembre 1991.

## Apparition dans les médias
Dans le jeu-vidéo War Thunder, le Type 90 est disponible au rang VII de l'arbre des forces terrestres japonaises.
Dans le jeu vidéo Wargame Red Dragon, le Type 90 est disponible pour la faction japonaise.

## Sources
- Fiche sur Army Recognition
- SteelMasters, no 46, août 2001 "revue de modélisme"